# Wulfila pavidus
Wulfila pavidus är en spindelart som först beskrevs av Bryant 1948.  Wulfila pavidus ingår i släktet Wulfila och familjen spökspindlar. Inga underarter finns listade i Catalogue of Life.